# Янтра

Шрі Янтра

Я́нтра (санскр. यन्त्र) — зображення, що використовується в деяких релігійних течіях, передовсім в індуїзмі, де йому приписують магічні властивості. Це графічний аспект Божества, уявлення про Всесвіт, а також карта свідомості.
Склад ян перекладається як утримання (утримує сутність об'єкта, думки, концентрації). Тра від слова тран — звільнення, очищення. Таким чином янтра є засобом звільнення від обмежень, що стримують сутність.
Друге значення слова Янтра — символ. Символ — це творче вираження недосяжного. Ця символічна композиція, функціонально близька до мандали.
Існують як плоскі зображення (часто — різнокольорові), так і об'ємні (наприклад, відлиті з бронзи).
Янтра — це особлива енергетична діаграма. Кожна планета начебто має свою янтру, так само як і свою мантру (звукові вібрації, наповнені енергією). Янтра це візуальна форма енергетичної структури мантри або планети, якій відповідає дана мантра.[джерело?]

## Різновиди янтр
Існують два види янтр: геометричні й числові.
Найпоширеніші графічні янтри, що використовують геометричні символи — коло, трикутник тощо, накреслені особливим образом у строго певних пропорціях. Крім того, у таких янтрах повинні бути присутніми Бідж Акшари — первинні букви мантр або найменувань відповідних енергій.
Геометричні янтри засновані на певнім сполученні ліній і фігур, числові являють собою магічні квадрати, тобто сітку із числами, вписаними в неї таким чином, що сума чисел у будь-якій вертикалі, горизонталі й діагоналі однакова.
Як правило, янтри симетричні або мають виражений центр, але відомі асиметричні янтри. Візерунок зазвичай містить точку, прямі лінії, спіраль, геометричні фігури.
Матеріалом для виготовлення янтр може бути папір, метал, камінь, пісок та ін. Також існують правила їх виготовлення й використання.

## Застосування янтр

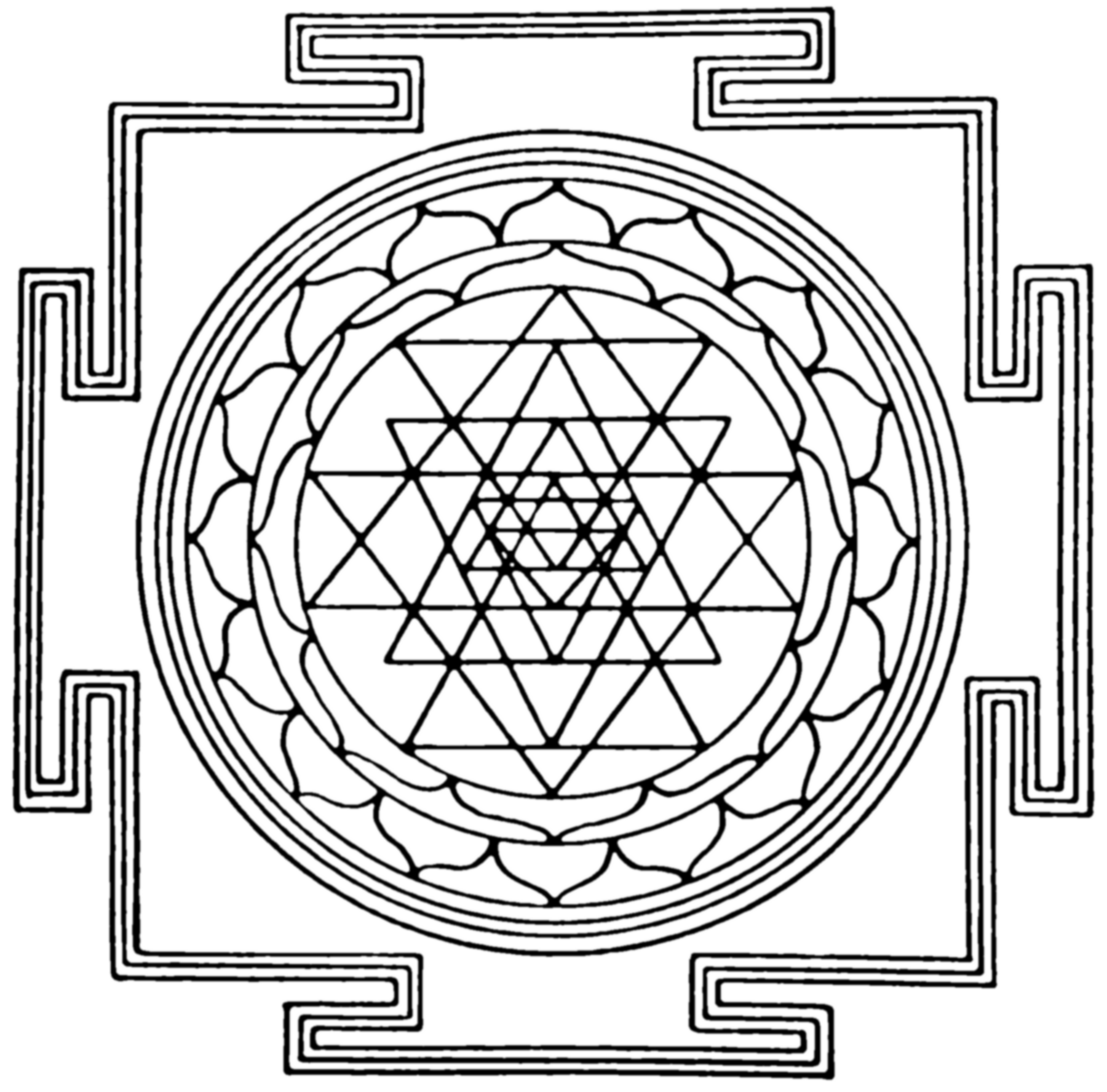
Шрі Янтра, контур

Якщо янтра зроблена правильно, її мовляв можна застосовувати для очищення води, для зарядки цілющого зілля доброчинною енергією, можна розмістити на вівтарі, на місці молитов, медитацій. Невеликі янтри також носять замість дорогоцінних каменів у кулонах або кільцях практично з тим же ефектом, що несе посилення тієї або іншої планети Вашого гороскопа.
Янтра — використається як у Ведичній, так і в Тантричній традиції. Янтра є схематичним зображенням форми того або іншого природного аспекту або енергії.

## Галерея

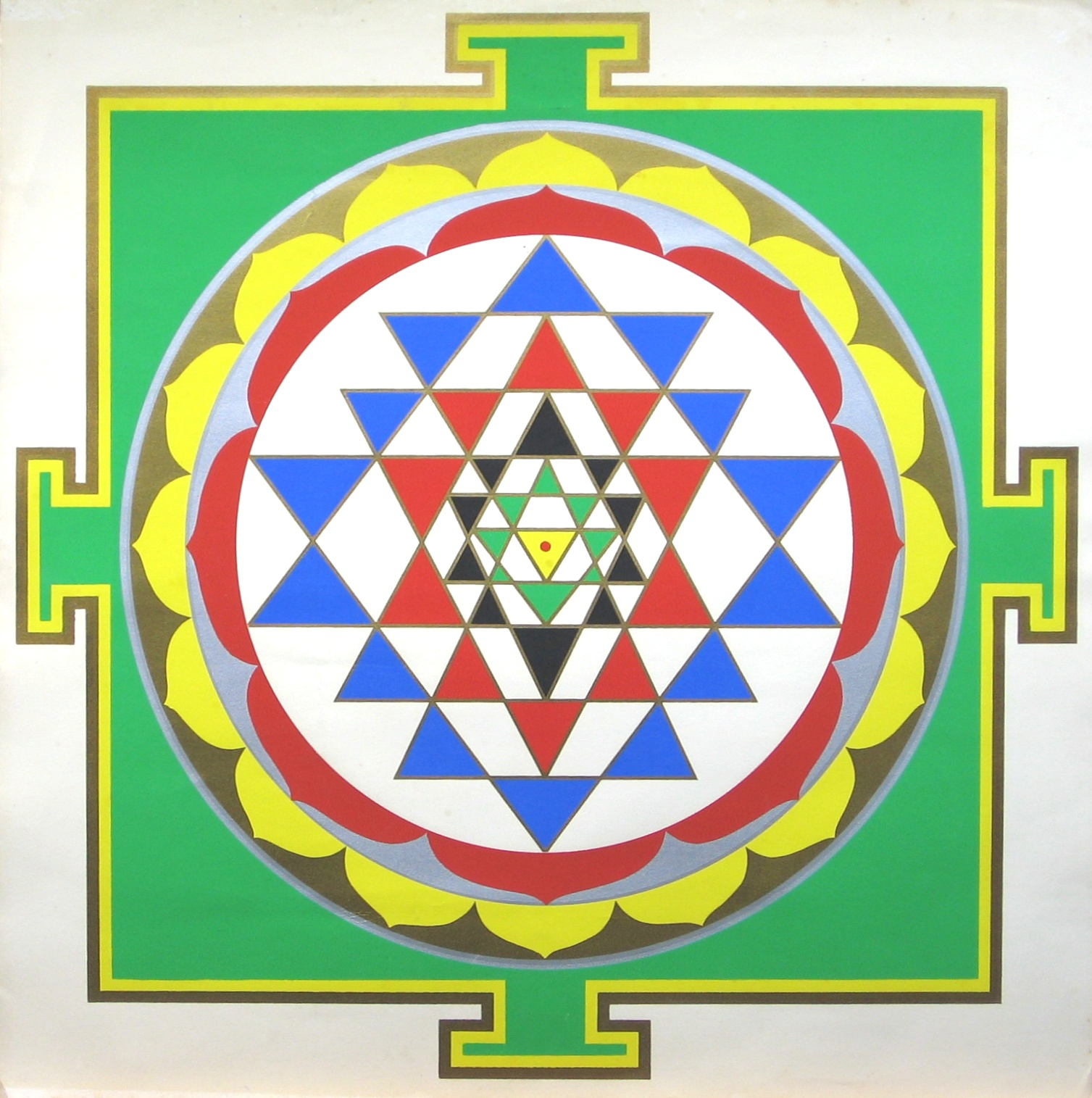
Шрі Янтра
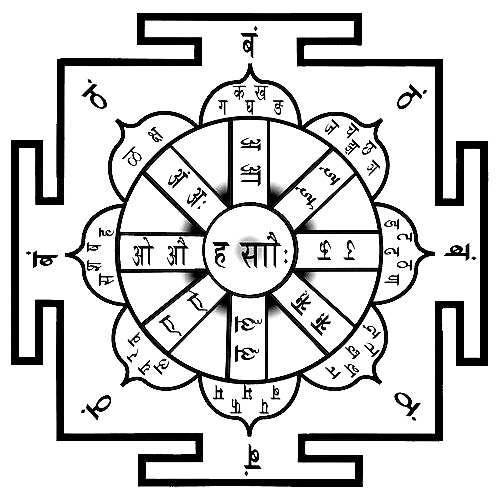
ashta matruka Янтра
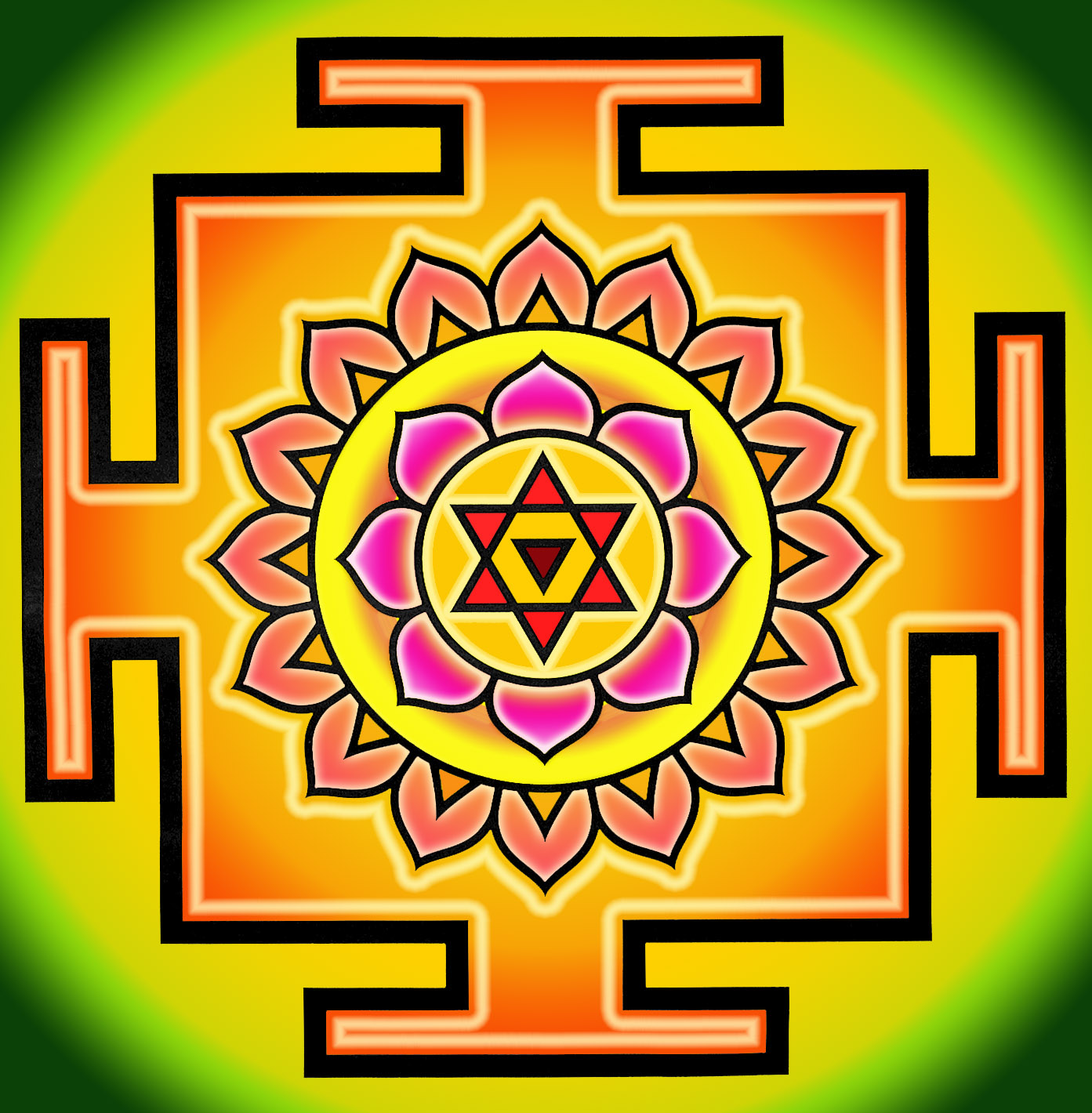
bahalamukhu Янтра
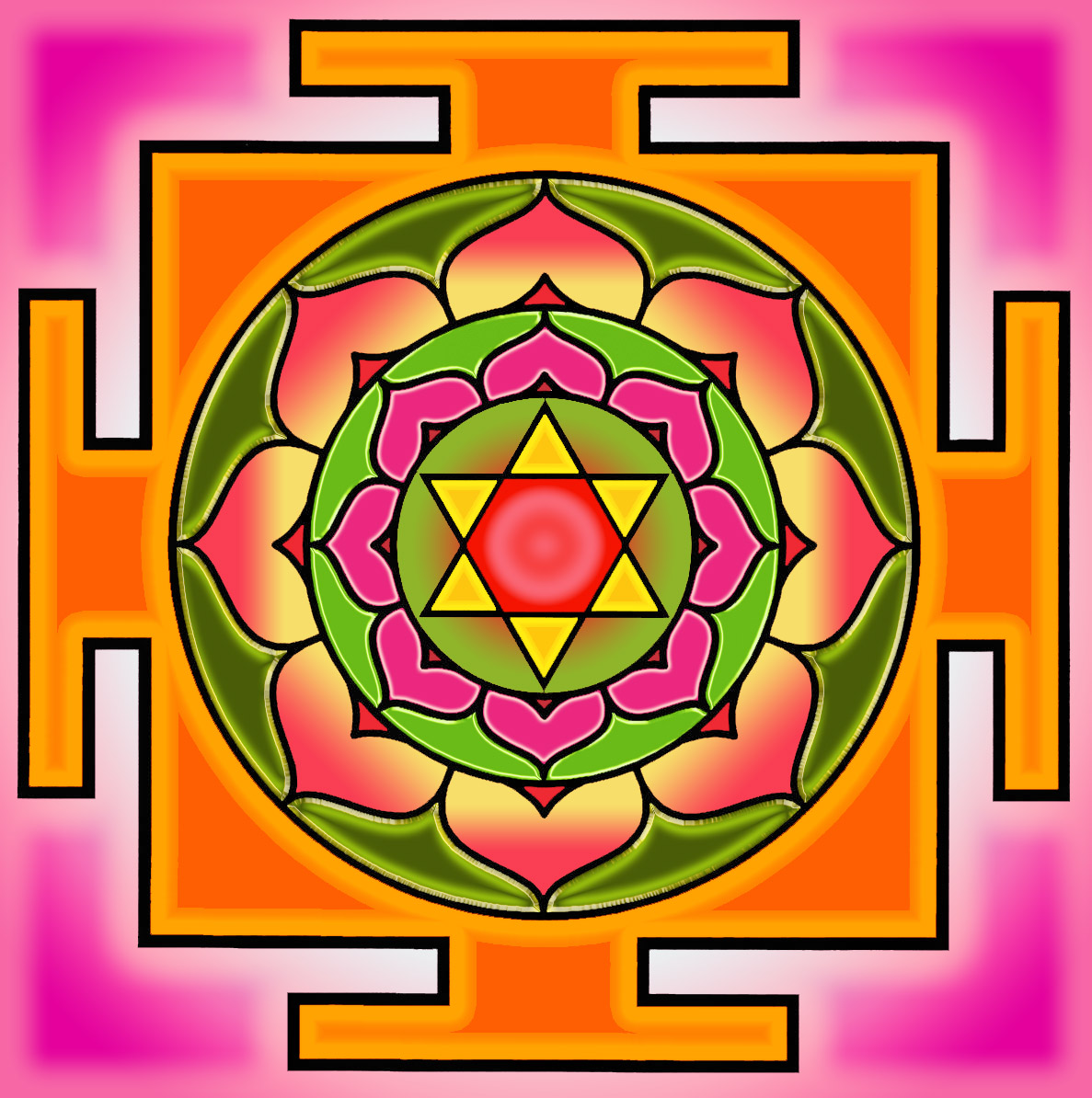
bhuvaneswari Янтра (antargata yoga yaMtra)
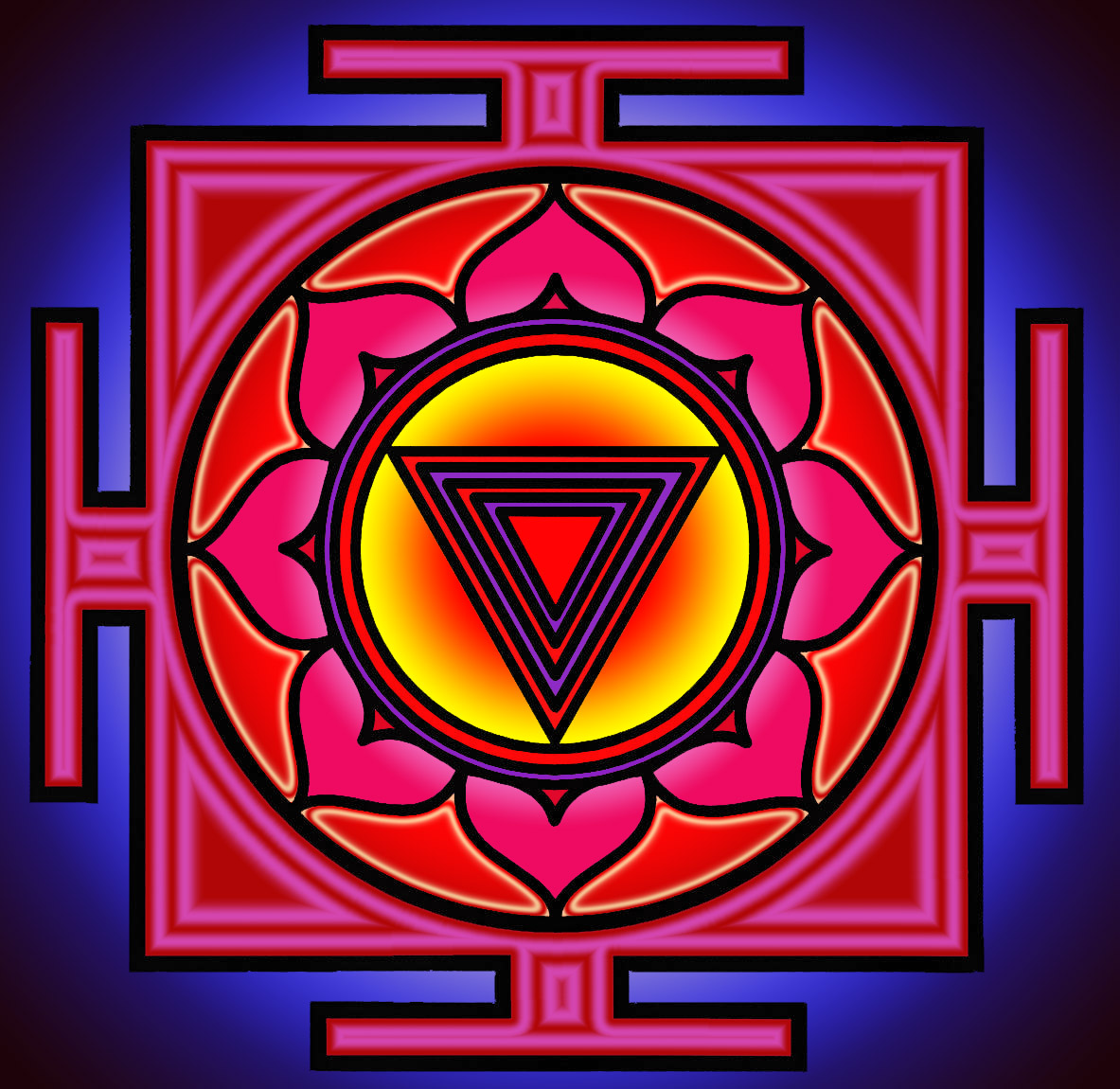
kali Янтра
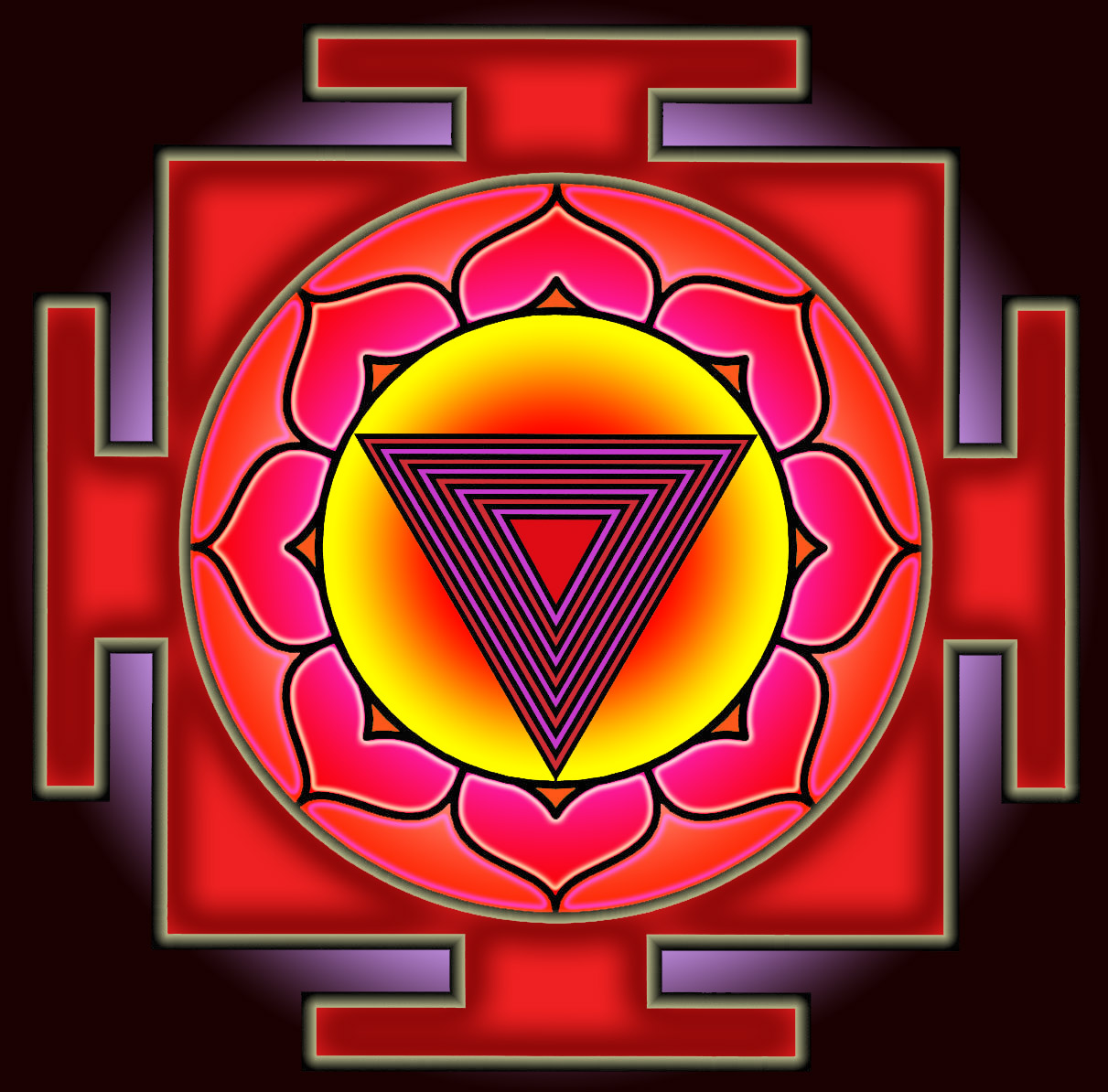
tripurabhairava Янтра
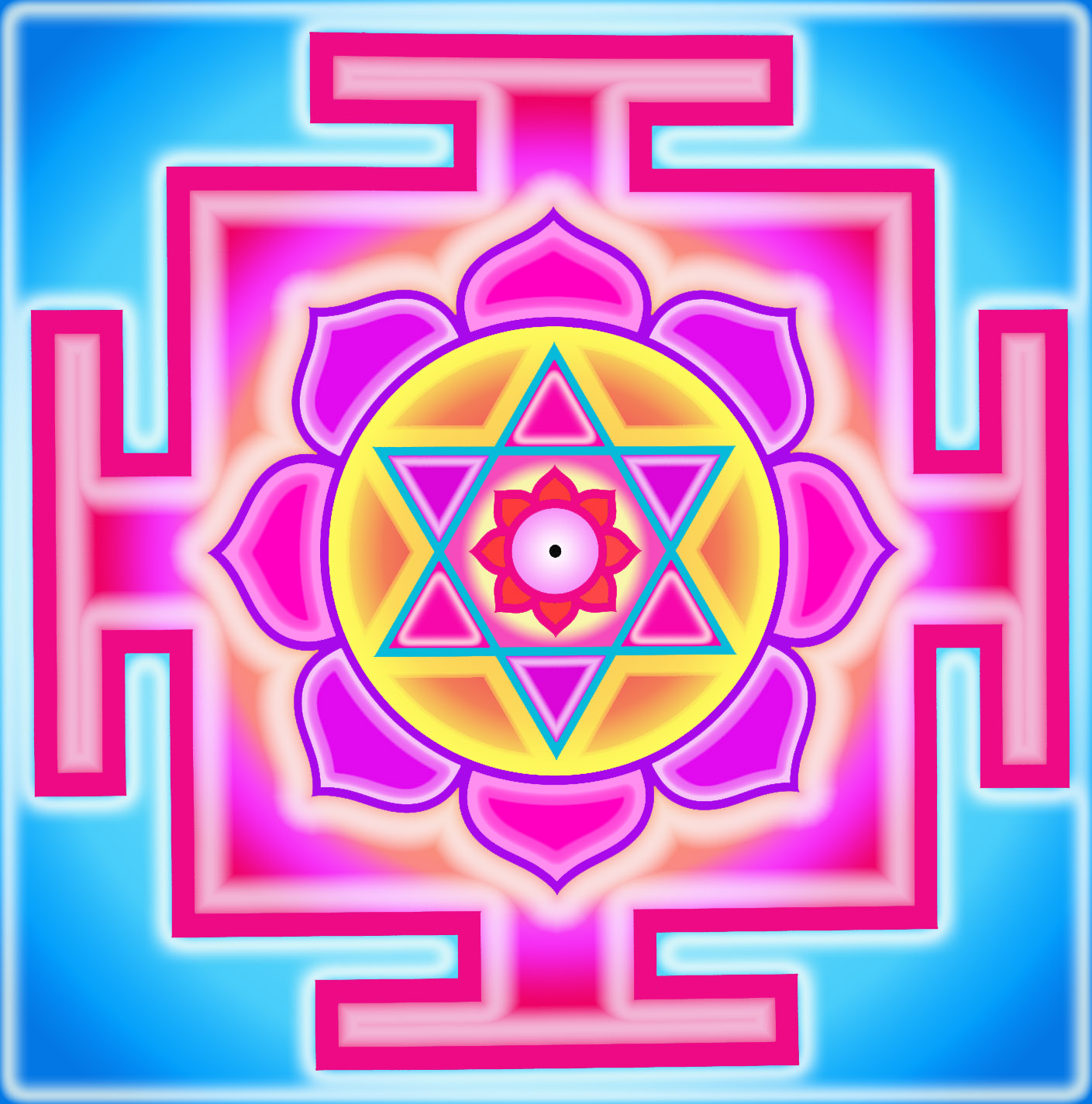
kamana Янтра
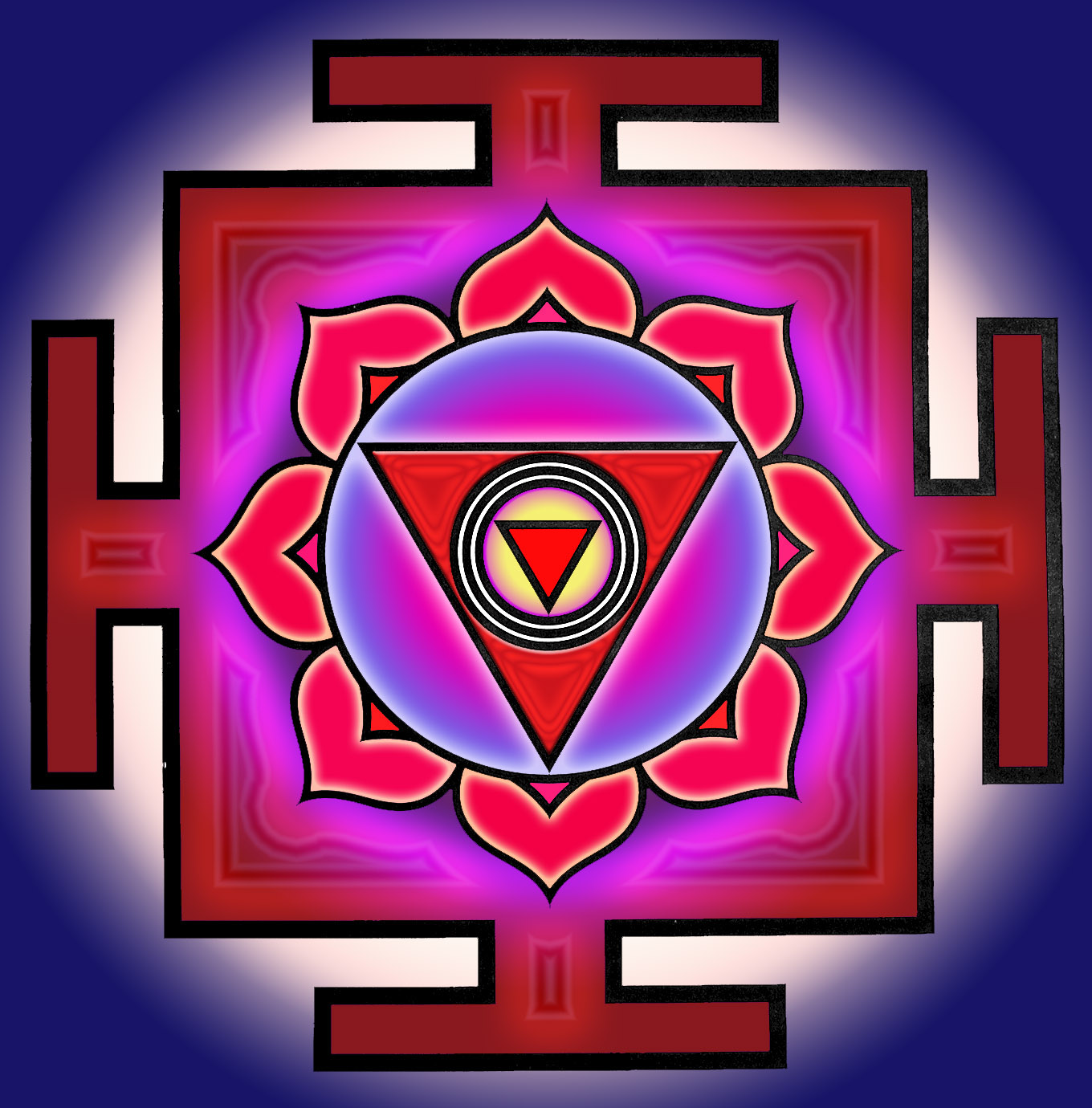
chinnamasta Янтра
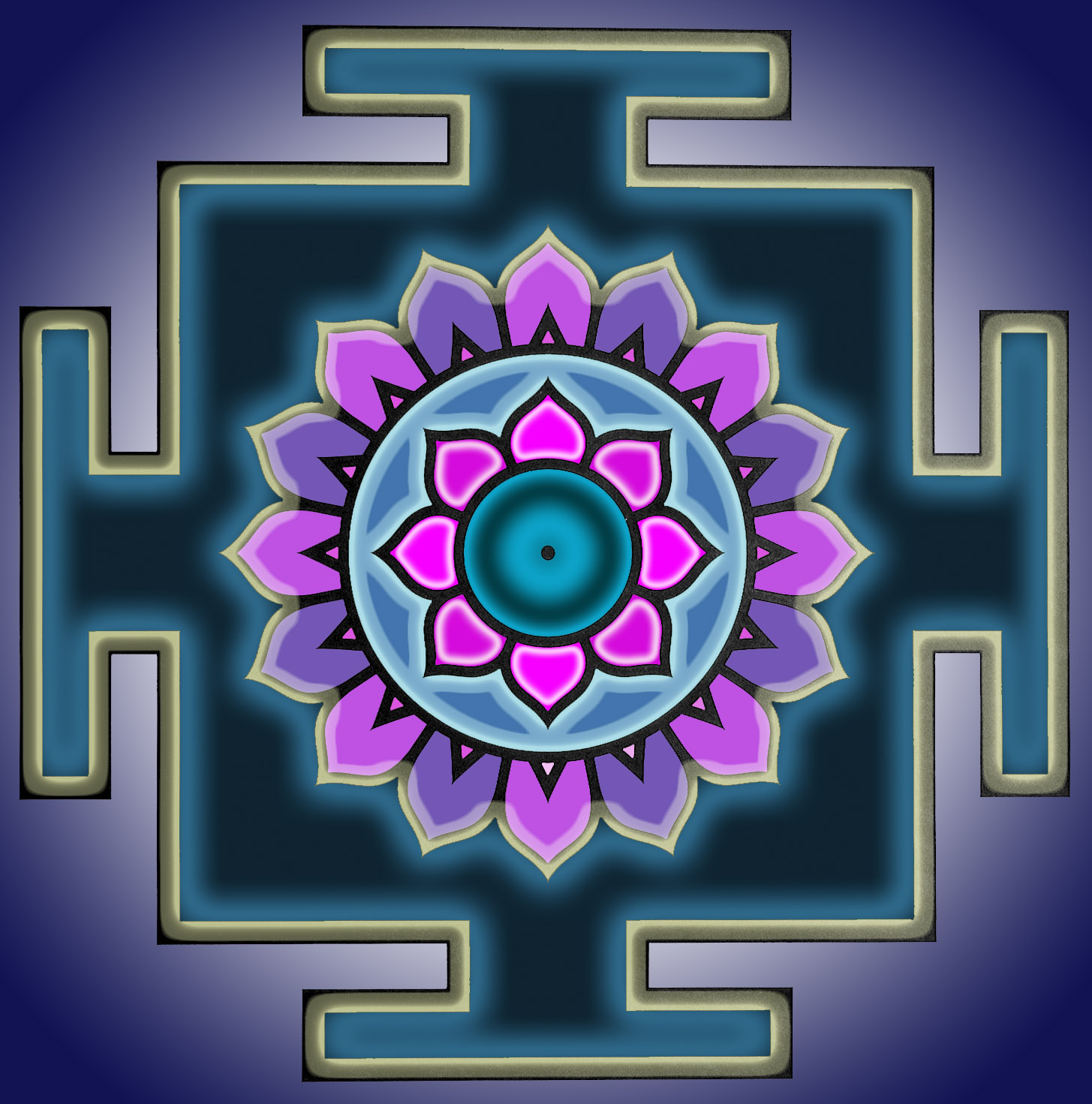
dhoomavathi Янтра